# Lê Tấn Quốc
Lê Tấn Quốc (1919 - 31 tháng 1 năm 1968) có bí danh Bảy Rau Muống, là một Anh hùng lực lượng vũ trang nhân dân, thành viên Đội 5 biệt động tiến đánh Dinh Độc Lập trong Sự kiện Tết Mậu Thân

## Chiến đấu và hi sinh
Lê Tấn Quốc là chủ căn nhà số 436/58 đường Hoàng Đạo (nay là đường Trần Văn Đang). Đây là căn nhà mà Đội 5 biệt động dùng làm điểm hẹn tập hợp lực lượng vào đêm mùng 1 Tết Mậu Thân. Sau khi tập hợp lực lượng, cả đội sử dụng hai xe ô tô của ông Lê Tấn Quốc để di chuyển đến căn nhà số 287/70 đường Phan Đình Phùng (nay là đường Nguyễn Đình Chiểu). Tại đây có căn hầm bí mật chứa vũ khí đạn dược từ trước. Đến 1 giờ 30 ngày mùng 2 Tết Mậu Thân cả đội xuất phát trên ba xe ô tô và một xe honda nhắm đến mục tiêu Dinh Độc Lập. Xe hơi cuối cùng do ông Lê Tấn Quốc cầm lái chở chỉ huy trưởng Trương Hoàng Thanh. Do trục trặc kỹ thuật nên xe chở chất nổ không phát nổ như kế hoạch. Cả đội chiến đấu chống trả cuộc vây ráp: tiêu diệt 3 xe jeep và hạ khoảng 20 quân đối phương. Sau khi chỉ huy Trương Hoàng Thanh và lần lượt 3 thành viên hy sinh, đội rút sang nhà số 56 Thủ Khoa Huân cố thủ trên tầng 3. Để cản đường quân đối phương, Lê Tấn Quốc sử dụng súng AK chặn ở cầu thang của toà nhà chiến đấu đến phút cuối cùng. Sáng sớm, đội biệt động quyết định tự sát bằng lựu đạn để tiêu diệt một toán quân VNCH nhưng thất bại, tất cả bị bắt.
Hai con của ông (con gái Lê Thị Liên và con trai Lê Thanh Tòng) chịu sự đe dọa của một số binh sĩ, quan chức chính phủ. 2 người cùng mẹ lùi về "căn cứ cách mạng" ở xa Sài Gòn trú tạm.
Sau ngày thống nhất, người ta tìm thấy ở căn nhà hoang bộ xương khô bên khẩu AK đã hết đạn. Chính quyền mới đã công nhận liệt sĩ, Anh hùng lực lượng vũ trang nhân dân cho ông.
Hiện nay, ông được lập bia anh hùng tại Nghĩa trang liệt sĩ Tp. HCM Quận 9.

## Vinh danh
Tên ông được đặt cho con đường ở Phường 13, Quận Tân Bình, TP.HCM và ở phường Phú Thứ, Quận Cái Răng, [Thành phố Cần Thơ]